# الیوت رید
الیوت رید (انگلیسی: Elliott Reid; ۱۶ ژانویهٔ ۱۹۲۰ – ۲۱ ژوئن ۲۰۱۳) یک هنرپیشه اهل ایالات متحده آمریکا بود که در سال ۱۹۲۰ در منهتن به دنیا آمده بود.
او در فیلم بچه‌ها دنبالم بیاین بازی کرده‌است.